# Tiên Lãng (xã)
Tiên Lãng là một xã thuộc huyện Tiên Yên, tỉnh Quảng Ninh, Việt Nam.
Xã Tiên Lãng có diện tích 41,56 km², dân số năm 1999 là 4.997 người, mật độ dân số đạt 120 người/km².